# Pîșciîkove, Putîvl
Pîșciîkove (în ucraineană Пищикове) este un sat în comuna Bobîne din raionul Putîvl, regiunea Sumî, Ucraina.

## Demografie
Componența lingvistică a localității Pîșciîkove
     Rusă (66,67%)
     Ucraineană (33,33%)
Conform recensământului din 2001, majoritatea populației localității Pîșciîkove era vorbitoare de rusă (66,67%), existând în minoritate și vorbitori de ucraineană (33,33%).